# Kovačič
Kovačič je tretji najbolj pogost priimek v Sloveniji, ki ga je po podatkih Statističnega urada Republike Slovenije na dan 1. januarja 2013 uporabljalo oseb 5.666 oseb. Podoben priimek Kovačić nosi 314 oseb.
Zelo verjetno je nastal s prepono -ič iz priimka Kovač (po rokodelcu kovaču). V tej obliki ga najdemo z zapisih v Gorici (Covacic, Covacig) in Vidmu (Covacich, Covacci). Leta 1498 se v zapisih pojavi Andre Kowatschutsch v Landolu.
Priimek je patronimik, izveden iz imena in poklica Kovač.

## Znani nosilci priimka
- Ajda Kovačič, pevka
- Alenka Kovačič (*1979), bolnišnična farmacevtka
- Alfonz Kovačič, atlet
- Aljoša Kovačič (*1978), igralec
- Alojz Kovačič (1902–1945), kovač, član organizacije TIGR
- Andrej Kovačič, agronom, upravitelj posestev v Vojvodini, oče Jelene De Belder-Kovačič
- Andrej Kovačič (*1948), ekonomist, informatik, univ. prof.
- Anica Kovačič  roj. Mislej (*1923-2019), slovenska prijateljica Ane Frank
- Bine Kovačič, konservatorsko-restavratorski svetnik
- Blaž Kovačič Mlinar, pravnik, odvetnik, doc.
- Bojan Kovačič (1949–2017), slikar in grafik, likovni pedagog
- Boris Kovačič (1934–1999), klarinetist in skladatelj zabavne glasbe
- Boštjan Kovačič (*1950), sociolog, politik, diplomat
- Boštjan Kovačič (*1967), gradbenik, univ. prof. UM
- Božidar Kovačič (1920–2011), strojnik, generalmajor JLA
- Damijan Kovačič (Ledeni Denile), izvajalec hip hop glasbe, raper, producent
- Danilo Kovačič (*1940), poslovnež (gospodarstvenik)
- Dare Kovačič (*1951), pedagog, klinični psiholog (raziskovalec psiholingvistike)
- Darija Kovačič, fotografinja
- David Kovačič (*1971), slikar, likovni pedagog
- Dimitrij Kovačič (*1954), politik
- Dragica Kovačič (1951–2002), operna in koncertna pevka, mezzosopranistka
- Emanuel Josip Kovačič (1808–1867), duhovnik in nabožni pisatelj
- Emil Kovačič (1907–2001), geodet, hidrolog, univerzitetni profesor
- Erik Kovačič (1921–1990), bibliotekar, pesnik
- Fran Kovačič (1867–1939), teolog, zgodovinar, urednik, prof.
- Gorazd Kovačič (*1977), sociolog FF UL, univ. sindikalist
- Gregor Kovačič (*1960), matematik, prof. ZDA
- Gregor Kovačič (*1976), geograf, prof. FHŠ UP, župan Občine Ilirska Bistrica
- Gregor Kovačič (*1977), atlet, deseterobojec
- Gregor Kovačič (*1977), klarinetist, dirigent, glasbeni pedagog
- Helena Kovačič (*1979), sociologinja, strok. za kadrovsko dejavnost in menedžment
- Ignacij Kovačič (1839–1914), posestnik in politik
- Ines Kovačič (*1968), unikatna oblikovalka keramike
- Irena Kovačič (1951–2021), jezikoslovka, prevajalka, prevodoslovka, prof. FF UL
- Ivan Kovačič Efenka (1921–1963), partizanski komandant in narodni heroj
- Iztok Kovačič (*1945), tehniški fizik, računalničar (FGG)
- Janez Kovačič (*1942), slikar
- Jani Kovačič (*1953), glasbenik, kantavtor in literat (prof. filozofije)
- Jani Kovačič (odbojkar)
- Janko Kovačič (1877–1922), telovadec
- Jaroslav Kovačič, triatlonec
- Jelena De Belder-Kovačič (1925–2003), botaničarka, hortikulturnica (vrtnarka)
- Jože Kovačič (1912–1995), fotograf
- Jože Kovačič (1916–1942), narodni heroj
- Jože Kovačič (1922–1983), igralec
- Jožef Kovačič (1827–1909), rimskokatoliški duhovnik
- Jule Kovačič (1922–2015), zdravnik ginekolog in porodničar
- Karmen Salmič Kovačič, bibliotekarka UKM
- Klemen Kovačič (*1998), igralec
- Kristina Kovačič (*1965), pedagoginja, etnološka raziskovalka Krasa (Trst)
- Lev Kovačič (1910–1991), partizan, družbenopolitični in društveni delavec (ZOTKS...)
- Lojze Kovačič (1928–2004), pisatelj in lutkovni pedagog, akademik
- Lojze Kováčič (*1941), prevajalec (mdr. filmov)
- Marija Vida Kovačič (1926–1978), urednica Pionirskega lista, prevajalka mladinske literature
- Marko A. Kovačič (*1956), kipar, konceptualni in videoumetnik
- Matej Kovačič (*1974), strokovnjak za informacijsko varnost
- Matija Kovačič (*1942), agronom, strok. za agrarno politiko in sociologijo podeželja
- Matjaž Kovačič (*1951), politik, diplomat
- Matjaž Kovačič, enolog
- Matjaž Kovačič, bančnik, politik?
- Miloš Kovačič (1934–2016), farmacevtski gospodarstvenik
- Mojca Kovačič (*1976), etnomuzikologinja
- Moni Kovačič (*1960), pevka zabavne glasbe
- Nadja Kovačič, umetnostna zgodovinarka
- Oskar Kovačič (1908–1944), politični aktivist, narodni heroj
- Peter Kovačič Peršin (*1945), književnik, publicist in urednik
- Petra Kovačič (*1990), prva violinistka Dunajskih filharmonikov
- Pina Kovačič (1913-1980), žena boksarja Prima Carnere
- Pšen(ic)a Kovačič (*1981), ilustratorka, oblikovalka, slikarka
- Radko Kovačič (*1925), filmski scenarist in urednik
- Rafaela Kovačič (1856–1912), šolska sestra
- Rok Kovačič, podvodni fotograf
- Ruža Kovačič (1920–2008), športna delavka (gimnastika)
- Saša Kovačič, fotograf in grafični oblikovalec
- Sebastijan Kovačič (*1977), kemik
- Simon Kovačič, naravoslovni fotograf. ornitolog...
- Slavc L. Kovačič (*1950), glasbenik, kitarist (Čudežna polja)
- Slavko Kovačič (*1973), klarinetist, glasbeni pedagog
- Stanislav Kovačič (*1952), elektrotehnik
- Stanka Kovačič (*1941), pevka narodnozabavne glasbe
- Stanko Kovačič (1898–1977), agrokemik
- Srečko Kovačič (*1950), glasbenik
- Tomaž Kovačič  (*1976), operni in koncertni pevec, basbaritonist
- Vili Kovačič (*1941), ekonomist, publicist in civilnodružbeni aktivist
- Viljem Kovačič, stiški opat 1734–64
- Vladimir Kovačič (*1953), violončelist in pisatelj

## Znani tuji nosilci priimka (hrvaška oblika: Kovačić)
- Ante Kovačić (1854–1889), hrvaški pisatelj, klasik hrvaške književnosti
- Anto (Slavko) Kovačić (1935—1993), hrvaški zgodovinar in bibliograf
- Branko Kovačić (1893—1976), hrvaški pevec, igralec in režiser
- Bruno Kovačić (*1967), hrvaški glasbenik in skladatelj
- Dieter Kovačič ("Dieb13") (*1973), avstrijski (dunajski) avantgardni glasbenik, skladatelj in performer
- Dinko Kovačić (*1938), hrvaški arhitekt  in akademik
- Dragan (Dragutin) Kovačić (1939—1999), hrvaški košarkar
- Đuro Kovačić (1932—2002), hrvaški gozdar (mdr. v Istri)
- Emilio Kovačić (*1968), hrvaški košarkar
- Hrvoje Kovačić (*1932), hrvaški veterinar
- Igor Kovačić (*1979), srbski kanuist
- Ivan Goran Kovačić (1913—1943), hrvaški pesnik in pisatelj
- Ivan (Ivko) Kovačić (1897—1981), hrvaški (dalmatinski) pisec
- Ivan (Ivo) Kovačić (*1928), hrvaški zgodovinar
- Josip Kovačić (1935—2017), hrvaški umetnostni zbiralec
- Josip Nikola Kovačić-Šenkvički (1798—1878), hrvaški zgodovinsko-pravni publicist
- Krešimir Kovačić (1889—1960), hrvaški novinar, pisatelj in publicist; humorist (sin Anteja)
- Krešo Kovačić (1910—1994), hrvaški farmacevt
- Kuzma Kovačić (*1952), hrvaški kipar in oblikovalec kovancev - hrvaških kun
- Ladislav Kovačić (1916—1974), hrvaški pilot in letalski inštruktor
- Ladislav Kovačić (1942–2003), pesnik in pisatelj (baški-vojvodinski Hrvat)
- Lucijan Kovačić (1899—1960), hrvaški (jugoslovanski) atlet in športni delavec
- Luka Kovačić (1940–2015), hrvaški socialni medicinec in zdravstveni organizator
- Mateo Kovačić (*1994), hrvaški nogometaš
- Martin Juraj Kovačić-Šenkvički (1744—1821), hrvaški zgodovinsko-pravni pisec
- Matija (Matej) Kovačić (1901—1972), hrvaški novinar, publicist in politik (NDH)
- Mijo Kovačić (*1935), hrvaški naivni slikar
- Miljenko Kovačić (1973–2005), hrvaški nogometaš
- Risto (Hristifor) Kovačić (1845–1909), črnogorsko-srbski zgodovinar
- Vasilije Kovačić (1779–1857), srbsko-vojvodinski šolnik in pisec
- Slavko Kovačić (*1938), hrvaški cerkveni zgodovinar in arhivist
- Sonja (Sofija) Kovačić-Tajćević (1894—1968), hrvaška slikarka (soproga Krešimirja)
- Viktor Kovačić (1874–1924), hrvaški arhitekt, urbanist in konservator (slovenskega rodu)
- Vladimir (Vlado) Kovačić (1907–1959), hrvaški pisatelj, pesnik in publicist
- William E. Kovacic (*1952), ameriški državni funkcionar (trgovinski komisar)
- Zdravko (Ćiro) Kovačić (1925–2015), hrvaški vaterpolist
- Željko Kovačić (*1937), hrvaški folklorist in publicist